# 贺建强
贺建强，中华人民共和国政治人物、全国脱贫攻坚先进个人。

## 生平
贺建强2015年担任陕西省榆林市佳县通镇向阳湾村委会主任，现为向阳湾村党支部书记。在其领导下，2018年实现整村脱贫退出、59户126人贫困人口脱贫，村内建成向缘红食用菌种植基地、肉牛养殖示范基地、光伏扶贫基地等产业。2019年8月，向阳湾村的食用菌生产基地开始投入运营。
因在脱贫攻坚战中作出突出贡献，2021年2月25日全国脱贫攻坚总结表彰大会上，贺建强被授予“全国脱贫攻坚先进个人”。